# Periclepsis albidana
Periclepsis albidana är en fjärilsart som beskrevs av Jacob Hübner 1796/99. Periclepsis albidana ingår i släktet Periclepsis och familjen vecklare. Inga underarter finns listade i Catalogue of Life.